# Ладижинські Хутори
Ладижинські Хутори́ — село в Україні, у Гайсинській міській громаді Гайсинського району Вінницької області. Розташоване за 19 км на південь від міста Гайсин. У селі знаходиться зупинний пункт Ладижинські Хутори. Населення становить 476 осіб (станом на 1 січня 2015 р.).

## Історія
Село вперше згадується в історичних джерелах XVIII ст., воно було місцем заслання кріпаків.
У роки першої російської революції сталося заворушення селян Ладижинських Хуторів.
На території села виявлено сліди поселення трипільської культури.
7 (20) листопада 1917 року, відповідно до Третього Універсалу Української Центральної Ради, увійшло до складу Української Народної Республіки.
12 червня 2020 року, відповідно до розпорядження Кабінету Міністрів України № 707-р «Про визначення адміністративних центрів та затвердження територій територіальних громад Вінницької області», село увійшло до складу Гайсинської міської територіальної громади.
19 липня 2020 року, в результаті адміністративно-територіальної реформи та ліквідації Гайсинського району (1923—2020), село увійшло до складу новоутвореного Гайсинського району.

## Пам'ятки
На південний захід від села розташований Коростовецький заказник.

## Відомі люди
- Сас Петро Михайлович (1955) — український історик, доктор історичних наук, заслужений діяч науки і техніки України.
- Твердола Анатолій Іванович (1970—2017) — старший сержант Збройних сил України, учасник російсько-української війни.